# 589년

## 연호
- 남진(南陳) 정명(禎明) 3년
- 수(隋) 개황(開皇) 9년
- 신라(新羅) 건복(建福) 6년

## 기년
- 남진(南陳) 후주(後主) 7년
- 수(隋) 문제(文帝) 9년
- 신라(新羅) 진평왕(眞平王) 11년
- 고구려(高句麗) 평원왕(平原王) 31년
- 백제(百濟) 위덕왕(威德王) 36년

## 사건
- 수(隋)가 남진(南陳)을 멸망시키고 위진남북조시대가 끝나다.

## 탄생
- 당(唐)의 황태자(皇太子) 이건성(李建成)